# Clitopilina
Clitopilina är ett släkte av svampar. Clitopilina ingår i familjen Xenasmataceae, ordningen Polyporales, klassen Agaricomycetes, divisionen basidiesvampar och riket svampar.
|             | Xenasma                               |
|             |                                       |
|             | Xenasmatella                          |
|             |                                       |
|             | Xenosperma                            |
|             |                                       |
| Clitopilina | \| \| Clitopilina striata \| \| \| \| |
|             | \| \| Clitopilina striata \| \| \| \| |
|             | Clitopilina striata                   |
|             |                                       |

|  | Clitopilina striata |
|  |                     |